# 23329 Josevega
23329 Josevega este un asteroid din centura principală de asteroizi.

## Descriere
23329 Josevega este un asteroid din centura principală de asteroizi. A fost descoperit pe 19 ianuarie 2001 la Socorro, New Mexico, în cadrul proiectului LINEAR. Asteroidul prezintă o orbită caracterizată de o semiaxă mare de 2,32 ua, o excentricitate de 0,05 și o înclinație de 6,4° în raport cu ecliptica.